# Totoloche
Totoloche är en ort i Mexiko.   Den ligger i kommunen Isla och delstaten Veracruz, i den sydöstra delen av landet, 400 km öster om huvudstaden Mexico City. Totoloche ligger 74 meter över havet och antalet invånare är 582.
Terrängen runt Totoloche är platt. Runt Totoloche är det ganska glesbefolkat, med 27 invånare per kvadratkilometer. Närmaste större samhälle är Juan Rodríguez Clara, 16,6 km nordost om Totoloche. Trakten runt Totoloche består till största delen av jordbruksmark.